# Joeri Heerkens
Joeri Heerkens (* 8. Mai 2006 in Broumov, Tschechien) ist ein niederländisch-tschechischer Fußballtorwart.
Er steht bei Ajax Amsterdam unter Vertrag. Heerkens ist niederländisch-tschechischer Doppelstaatsbürger und war auch tschechischer Nachwuchsnationaltorhüter, entschied sich dann aber für die niederländischen Auswahlen.

## Laufbahn im Verein

### Sparta Prag
Joeri Heerkens ist als Sohn niederländischer Eltern in Tschechien geboren und aufgewachsen, daher begann er seine Karriere bei TJ Slovan Broumov, ehe er über Umwege bei FK Náchod und bei FC Hradec Králové in der Jugendabteilung von Sparta Prag landete. Er wurde im Wintertransferfenster der Saison 2023/24 an den Drittligisten FK Loko Prag verliehen, wo er neun Einsätze absolvierte. Wieder bei Sparta Prag angekommen, kam Heerkens zu 15 Einsätzen für die zweite Mannschaft in der zweiten Liga.

### Ajax Amsterdam
Im Sommer 2025 wechselte er in die Niederlande zu Ajax Amsterdam, wo er einen Vertrag bis Mitte 2027 erhielt.

## Nationalmannschaft
Joeri Heerkens spielte anfänglich für tschechische Nachwuchsnationalmannschaften und vertrat das Land in den Altersklassen U16, U17 und U18. Später entschied er sich für die Auswahlmannschaften der Niederlande und kam dann in der U18 von „Oranje“ und in der U19 zum Einsatz. Mit der U19 der Niederländer nahm Heerkens an der Europameisterschaft 2025 in Rumänien teil und gewann dort den Titel. Joeri Heerkens kam dabei in jedem Spiel zum Einsatz.